# Torsten Eßer
Torsten Eßer (* 18. Juni 1966 in Viersen) ist ein deutscher Autor und Journalist.

## Leben
Nach seinem Abitur auf dem Humanistischen Gymnasium Viersen studierte Eßer Politische Wissenschaften, Geographie und Romanistik sowie VWL in Köln und Trier. Er schloss das Studium mit einer Arbeit über die Beziehungen der EU zu den lateinamerikanischen Regionalorganisationen ab.
Nach dem Studium arbeitete er ehrenamtlich bei der Kölner Lateinamerikazeitschrift Matices mit (1994–2004), zuerst im Politik-, dann im Kulturressort, und blieb ihr als Autor bis zum Jahr 2017 verbunden. Nebenbei arbeitete er viele Jahre als DJ, u. a. im Rock Babylon in Viersen, später in Köln. Nach einigen journalistischen Stationen, u. a. bei der Zeitschrift Capital, und verschiedenen Auslandsaufenthalten, u. a. in Costa Rica, Großbritannien und Spanien (Katalonien), arbeitet er heute als Redakteur beim WDR, wo er u. a. die Sendungen „Musikbonus“ und „Liederlounge“ mitverantwortet.
Als freier Journalist und Autor beschäftigt er sich – unter anderem inspiriert von der Arbeit seines Onkels Klaus Eßer – vor allem mit der Politik, (Jugend-)Kultur und Musik der lateinamerikanischen und karibischen Länder, sowie Spaniens und Portugals, wobei Kuba und Katalonien seine Schwerpunkte bilden. Dazu veröffentlicht er Bücher, Artikel in Zeitungen und Zeitschriften, Filme, Radio- und Onlinebeiträge und hält Vorträge. So produzierte er z. B. den 90-minütigen Dokumentarfilm „Cuba – Wiege des Latin Jazz“ (2000), in dem unter anderem Leonardo Acosta, Orlando Valle und Helio Orovio auftreten, oder eine Latin-Jazz-Night für den WDR. Später kamen auch andere musikalische sowie lokalhistorische Themen – angeregt durch seinen Vater, den Schriftsteller Paul Eßer – hinzu, so über Persönlichkeiten aus Viersen oder den „Monte Quasselino“. Viele Jahre war er auch freier Mitarbeiter der Zeitschrift Jazz Podium.

## Werk (Auswahl)

### Fernsehen
- Die 4 Saiten des Ali Haurand (WDR 2018)
- WDR-Latin-Jazz-Night (zusammen mit Ali Haurand) (WDR 2001)
- Cuba – Wiege des Latin Jazz (90 Min.-Dokumentarfilm, WDR 2000). Sonstige Aufführungen: 22. Internationales Filmfestival Havanna 2000/ Filmfestival „Kuba gedreht“, Köln 2001/ 17. Internationales Jazzfestival, Viersen 2003/ Cine Latino Festival, Tübingen, Heidelberg 2004/ Festival Música Cubana en Berlin, Werkstatt der Kulturen, Berlin 2015.

### Buch/Anthologie
- mit Paul Eßer: Viersener Köpfe. Bekannte Bürger(innen) unserer Stadt und ihre Geschichte(n). Kater Verlag, Viersen 2023.
- Das MONTE-Buch. Die Geschichte des „Monte Quasselino“ und der Viersener Fußgängerzone (1971–1996). Kater Verlag, Viersen 2017.
- Popularmusik in Lateinamerika und der Karibik und ihre internationale Bedeutung. In: Günther Maihold, Hartmut Sangmeister, Nikolaus Werz (Hrsg.): Lateinamerika. Handbuch für Wissenschaft und Studium. Baden-Baden 2019, S. 567–589.
- Cumbia, Vallenato, Salsa, Rock. Kolumbien: Die neue musikalische Macht des Kontinents. In: Thomas Fischer, Susanne Klengel, Eduardo Pastrana Buelvas (Hrsg.): Kolumbien heute. Frankfurt a. M. 2017, S. 471–490.
- Musik der spanischsprachigen Karibik. In: Herman Hiery (Hrsg.): Lexikon zur Überseegeschichte. Stuttgart 2015, S. 562–564.
- „Uh, Ah, Chávez no se va“. Venezolanische Musik heute: Zwischen Tradition und Politik. In: Andreas Boeckh, Friedrich Welch, Nikolaus Werz (Hrsg.): Venezuela heute. Frankfurt a. M. 2011, S. 575–614.
- Jesuiten, Todestango, Tote Hosen. Musikalische Begegnungen zwischen Argentinien und Deutschland. In: Peter Birle (Hrsg.): Die Beziehungen zwischen Deutschland und Argentinien. Frankfurt a. M. 2010, S. 247–282.
- Jazz in Lateinamerika – Eine periphere Erscheinung? In: Wolfram Knauer (Hrsg.): Begegnungen. The World Meets Jazz (= Darmstädter Beiträge zur Jazzforschung. Band 10). Darmstadt 2008, S. 76–105.
- Der Klang von Schildkrötenpanzer und Synthesizer. Musik in Zentralamerika vom 20. Jahrhundert bis heute. In: Sabine Kurtenbach u. a. (Hrsg.): Zentralamerika heute. Frankfurt a. M. 2008, S. 659–696.
- mit Tilbert Didac Stegmann (Hrsg.): Kataloniens Rückkehr nach Europa 1976–2006. Geschichte, Politik, Kultur, Wirtschaft. LIT-Verlag, Münster 2007.
- Ein Platz an der Sonne: Die Deutschen in Katalonien. In: Eßer, Stegmann (Hrsg.): Kataloniens Rückkehr nach Europa 1976–2006. Geschichte, Politik, Kultur, Wirtschaft, S. 317–338.
- mit Walther L. Bernecker und Peter Kraus: Eine kleine Geschichte Kataloniens. Suhrkamp, Frankfurt a. M. 2007.
- Katalanisch kochen. Gerichte und ihre Geschichte. Die Werkstatt, Göttingen 2007.
- mit Patrick Frölicher (Hrsg.): Alles in meinem Dasein ist Musik... Kubanische Musik von Rumba bis Techno. Vervuert, Frankfurt a. M. 2004.
- Sozialismus mit Rhythmus. Kubanische Kulturpolitik seit 1959 und ihre Auswirkungen auf die Musik. In: Eßer, Frölicher (Hrsg.): Alles in meinem Dasein ist Musik... Kubanische Musik von Rumba bis Techno. Frankfurt a. M. 2004, S. 33–74.
- Narco-música und Tecnogeist. Mexikanische Musik vom 20. Jahrhundert bis heute. In: Walther L. Bernecker, Klaus Zimmermann u. a. (Hrsg.): Mexiko heute. Frankfurt a. M. 2004, S. 563–606.
- Aus der Vorzeit in die Zukunft – ohne Pause. Telekommunikation und Internet in Chile. In: Peter Imbusch, Dirk Messner, Detlef Nolte (Hrsg.): Chile heute. Frankfurt a. M. 2004, S. 757–772.
- music-and-sound.de – Musik im Internet. Papyrossa-Verlag, Köln 2000.

### Radio
- „Die Zeit hängt zum Trocknen auf den Dächern“ – Die Lange Nacht über Lateinamerika (164 Min. DLR 19.06.10).
- Cantarem la vida – Wir werden das Leben singen! Die Lange Nacht aus Katalonien (164 Min. DLR 29.9.07).
- Die Geschichte der elektroakustischen Musik in Lateinamerika (Sechsteilige Serie für WDR3/ Studio Elektronische Musik; 06/ 2005).

### Online
- Iggy Pop – The Passenger, in: Songlexikon. Encyclopedia of Songs. Ed. by Michael Fischer, Fernand Hörner and Christofer Jost.
- „Wer sich nicht in Gefahr begibt kommt nicht weit rum“ – Ein Gespräch mit Günter Wallraff zu seinem 60. Geburtstag (Telepolis 29. September 2002).
- „Mehr Information bedeutet nicht bessere Information“ | Eli Noam und Joseph Weizenbaum im Gespräch (Telepolis 23. April 2001).